# Cryptolabis jubilata
Cryptolabis jubilata är en tvåvingeart som beskrevs av Alexander 1943. Cryptolabis jubilata ingår i släktet Cryptolabis och familjen småharkrankar.
Artens utbredningsområde är Ecuador. Inga underarter finns listade i Catalogue of Life.